# Clitocybe rivulosa
Clitocybe rivulosa (Christian Hendrik Persoon, 1801 ex Paul Kummer, 1871) din încrengătura Basidiomycota în familia Tricholomataceae și de genul Clitocybe este, împreună cu specia foarte asemănătoare cu același habitat Clitocybe dealbata, o ciupercă extrem de otrăvitoare și nu rar mortală. Ea este numită în popor între altele pâlnioară ondulată sau burete de rouă fals. Acest burete este o specie saprofită care crește în grupuri cu multe exemplare precum  în cercuri de vrăjitoare și se poate găsi în România, Basarabia și Bucovina de Nord prin luminișuri ierboase, pe pajiști și pășuni, la margini de ogoare, de la câmpie  până la munte, din iulie până în noiembrie.

## Istoric

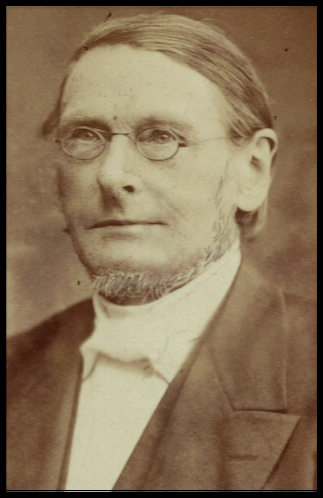
P.Kumm.

Primul savant care a descris specia, în anul 1801, a fost marele micolog sudafrican-olandez Christian Hendrik Persoon, denumind soiul, în volumul 2 al lucrării sale Synopsis methodica Fungorum, Agaricus rivulosus, redenumit sub numele actual Clitocybe rivulosa (2016) de micologul german Paul Kummer în cartea sa din 1871 Der Führer in die Pilzkunde: Anleitung zum methodischen, leichten und sicheren Bestimmen der in Deutschland vorkommenden Pilze mit Ausnahme der Schimmel- und allzu winzigen Schleim- und Kern-Pilzchen.
Au mai fost încercate diverse denumiri, astăzi neglijate.
Diverse surse actuale pretind, că Clitocybe dealbata ar fi numai o variație a speciei Clitocybe rivulosa, ce se pare elementar incorect, pentru că prima diferă nu numai în forma ei exterioară, ci și în caracteristicile reacției chimice. Cei mai mulți micologi precum și Index Fungorum sau Mycobank descriu două specii, vezi:

## Descriere

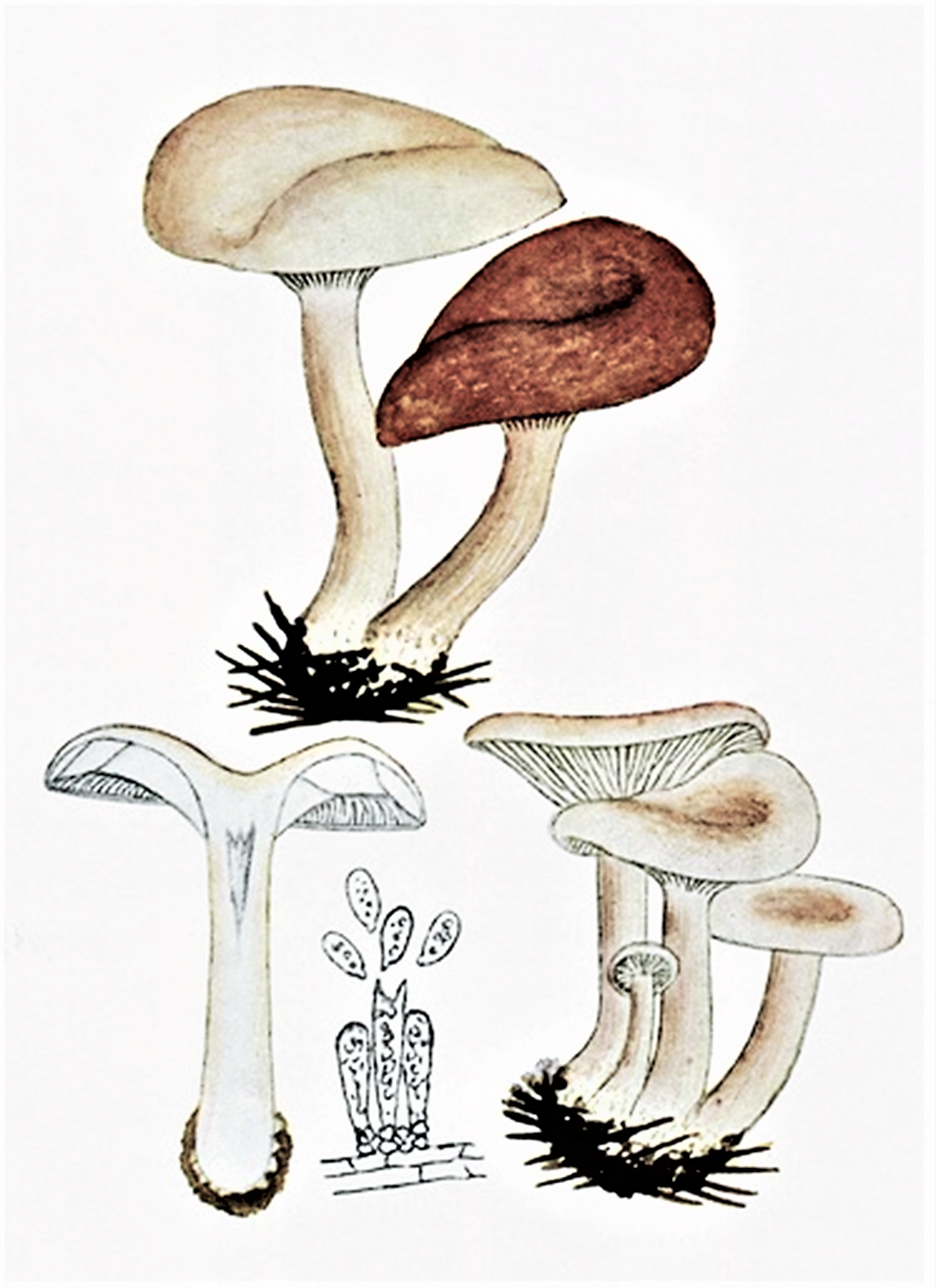
Bres.: C. rivulosa

- Pălăria: are o mărime de 2–7 cm, este inițial convexă, apoi plată și la sfârșitul perioadei de maturizare adâncită sau chiar în formă de pâlnie. Marginea este foarte subțire, răsfrântă în jos și deseori ondulată. Cuticula este acoperită de o brumă albă, care cade curând. La maturitate sau pe timp uscat este deseori crăpată. Coloritul variază, fiind în tinerețe mat albicios spre ocru pal, la bătrânețe de un galben-ocru cenușiu, formând pete în ocru mai închise, aranjate concentric.
- Lamelele: sunt foarte dese, subțiri ușor decurente și aderate la picior. Mai întâi sunt de culoare albicioasă, iar la bătrânețe galben-deschisă. Prezintă chiar serii de câte 3-4 jumătăți de lame.
- Piciorul: are o înălțime de 4–7 cm și o lățime de 0,4-0,8 cm, este plin, dur, elastic, foarte rezistent, subțiat în partea inferioară și fără inel. El este inițial de culoare albicioasă, mai târziu ocru maro la brun-roz.
- Carnea: are o grosime de numai 0,4-0,5 cm în mijlocul pălăriei, este albicioasă, destul de consistentă și fibroasă, cu miros slab (nu de făină) și gust plăcut, nefăinos.
- Caracteristici microscopice: are spori elipsoidali, albi cu o mărime de 4,5-5 x 2,5-3 microni, pulberea lor fiind albui-crem.[3][4][5]
- Reacții chimice: Buretele se decolorează, altfel ca Clitocybe dealbata, cu acid sulfuric maro deschis și cu tinctură de Guaiacum repede albastru-verzui, ne-arătând reacții cu alte chimicale.[12]

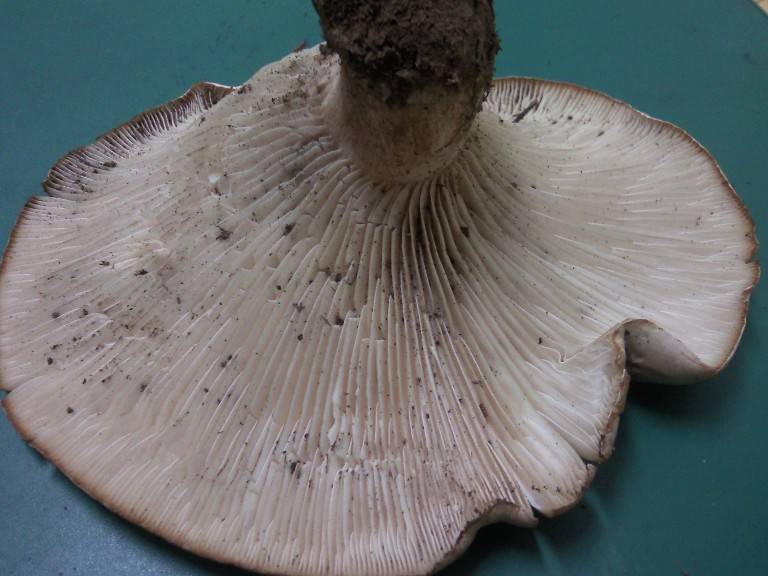
C. rivulosa lamele și picior
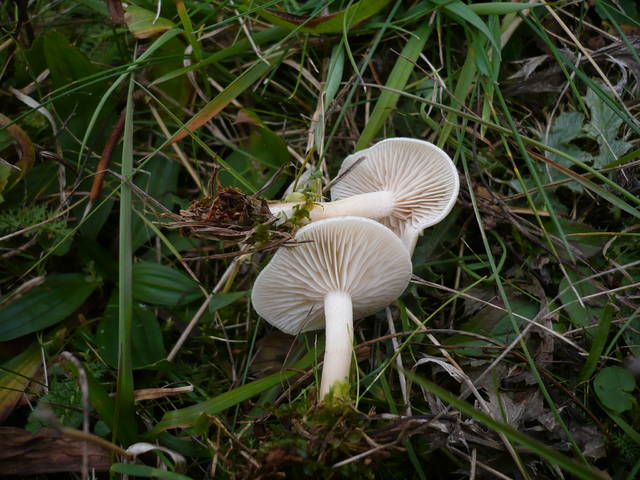
C. rivulosa tinere, lamele
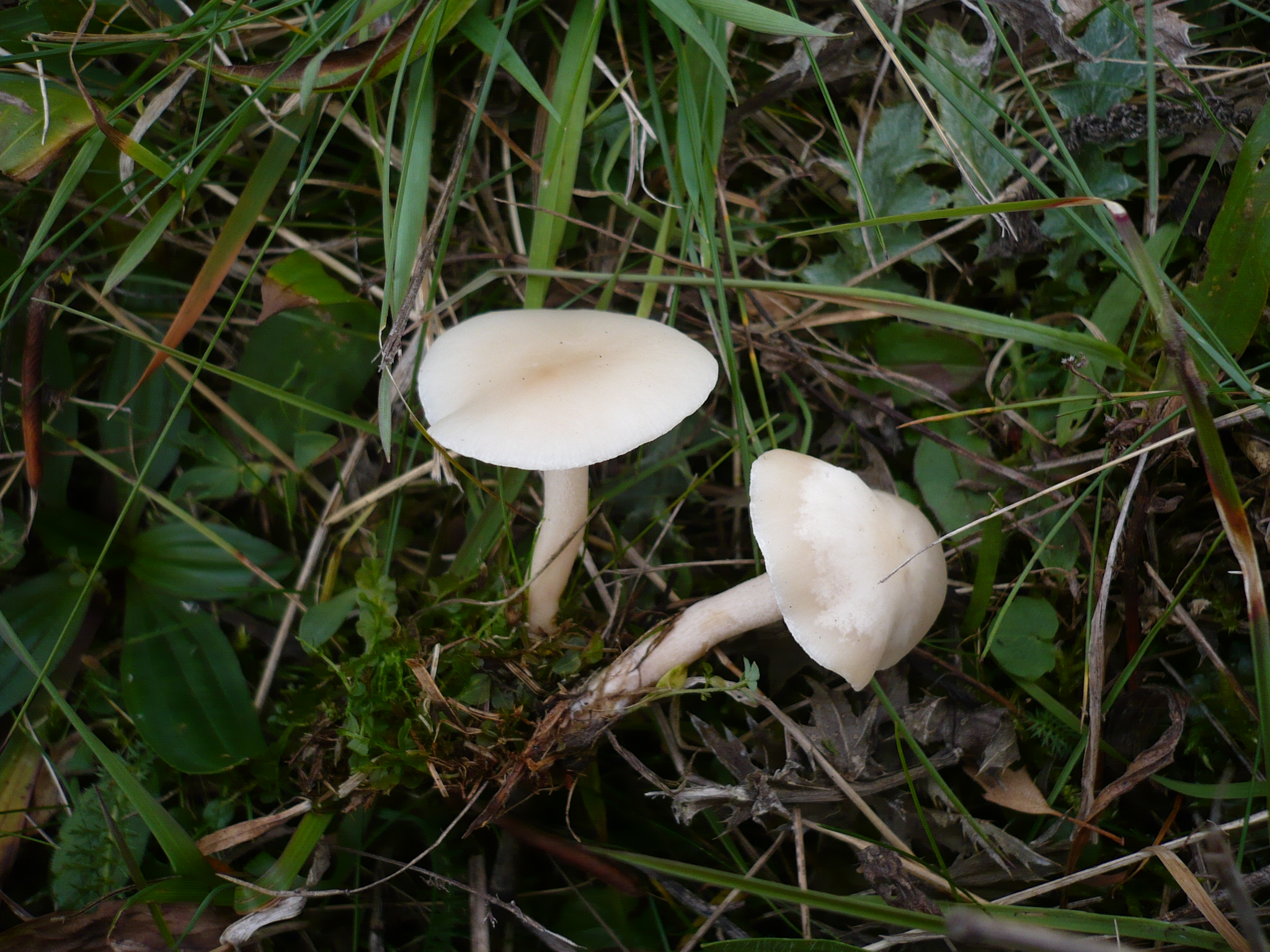
C. rivulosa tinere
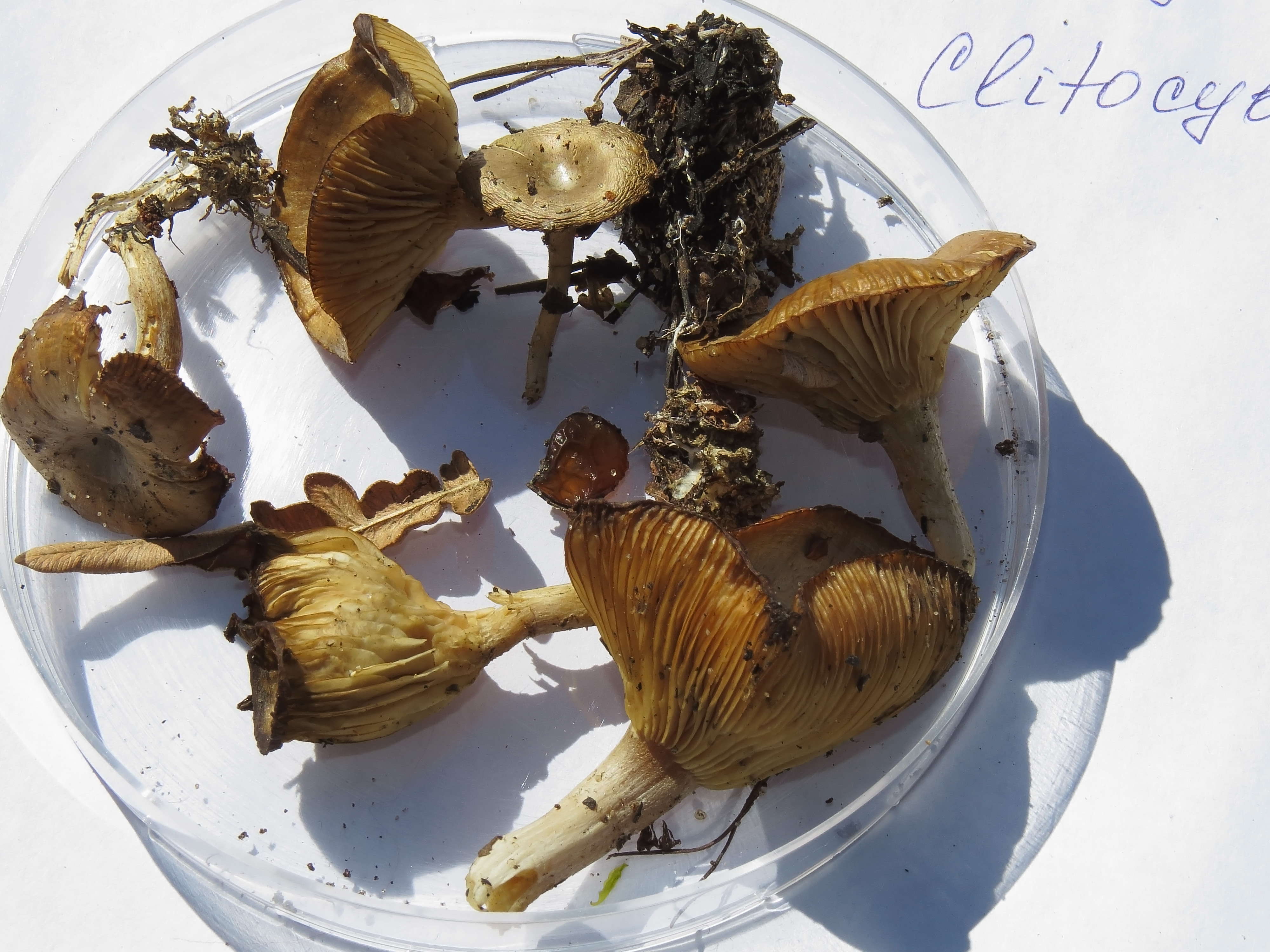
C. rivulosa bătrâne

## Confuzii
Buretele de rouă fals poate fi confundat cu ciupercile tot așa de otrăvitoare Clitocybe candicans, Clitocybe dealbata (miros de faină), Clitocybe fragrans (miros de anason, crește prin păduri), și Clitocybe phyllophila sin. Clitocybe cerussata, dar și cu delicioasele Clitocybe odora (comestibil, forma albă, miros puternic de anason), Clitopilus prunulus, Calocybe gambosa, Leucocybe connata sin. Clitocybe connata, Lyophyllum connatum (comestibil, saprofit), Marasmius oreades (extrem de periculos, fiindcă creste în același locuri) precum cu ciuperci de genul comestibil Hygrophorus, ca de exemplu Hygrophorus agathosmus, Hygrophorus chrysodon, Hygrophorus eburneus sin. Hygrophorus karstenii, Hygrophorus ligatus, Hygrophorus persoonii, Hygrophorus pustulatus (comestibil), sau cu de asemenea comestibilele Agrocybe dura precum cu Laccaria laccata sau chiar și cu Oudemansiella mucida (comestibil, saprofit).

## Specii asemănătoare

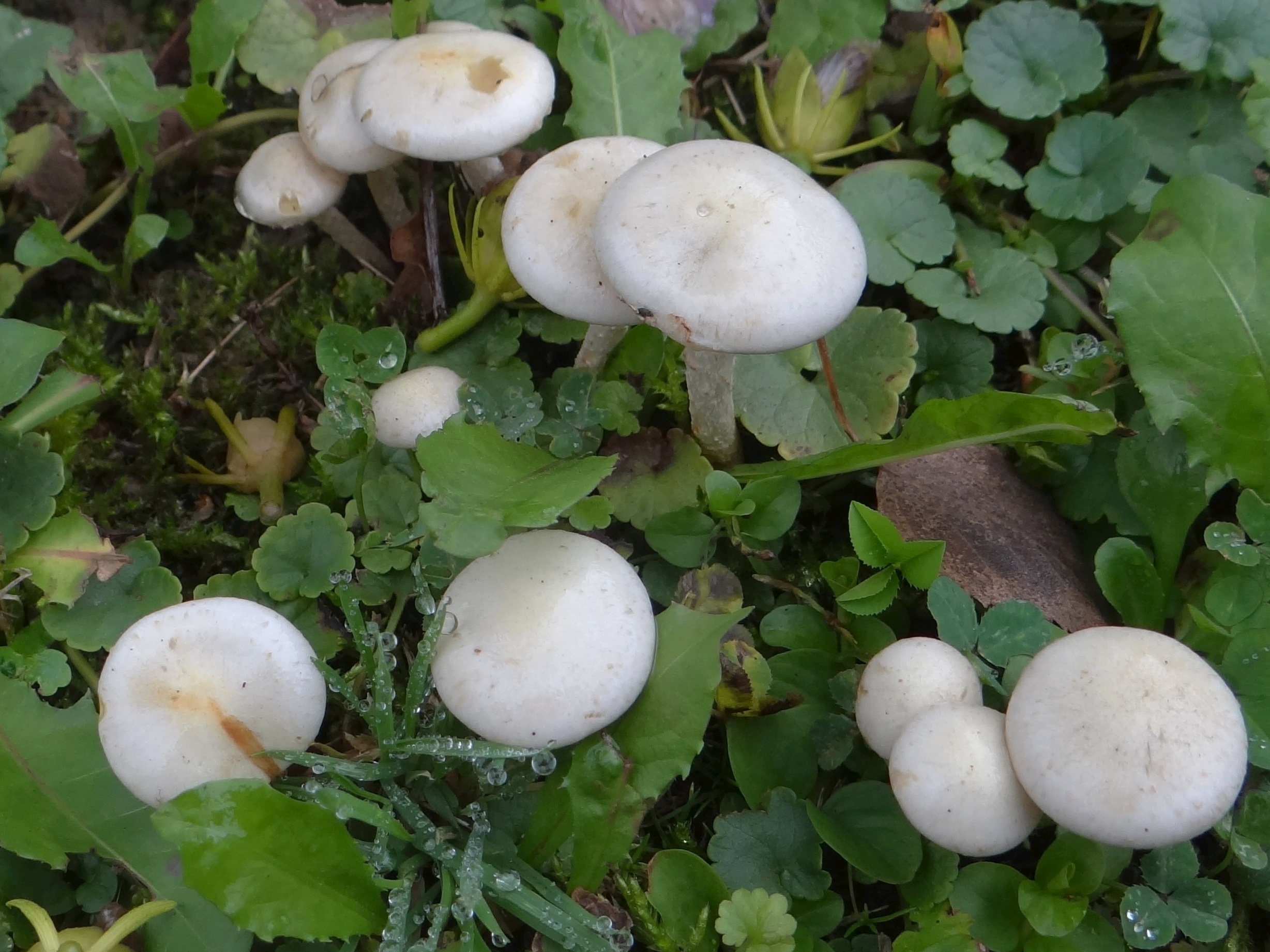
Agrocybe dura
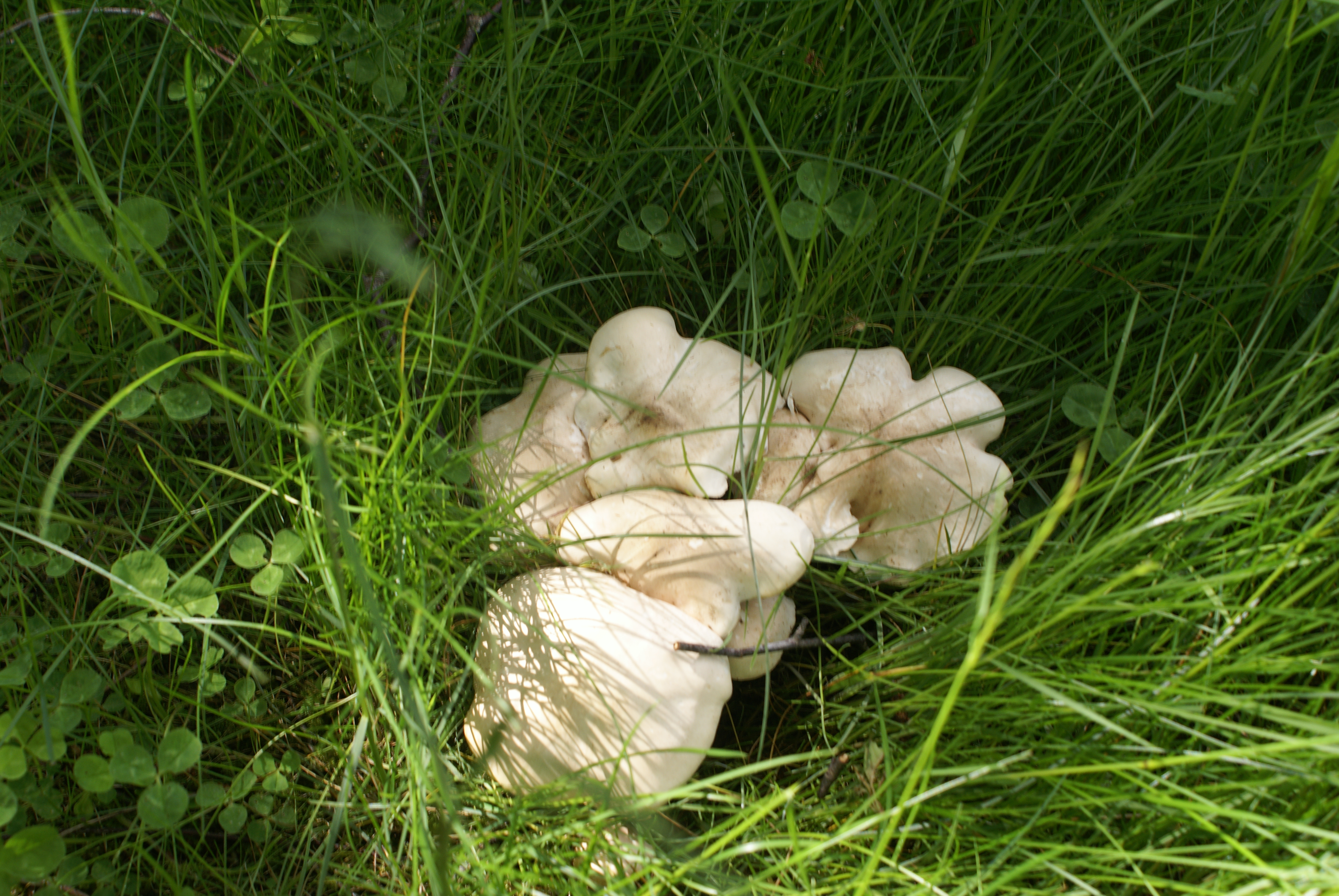
Calocybe gambosa
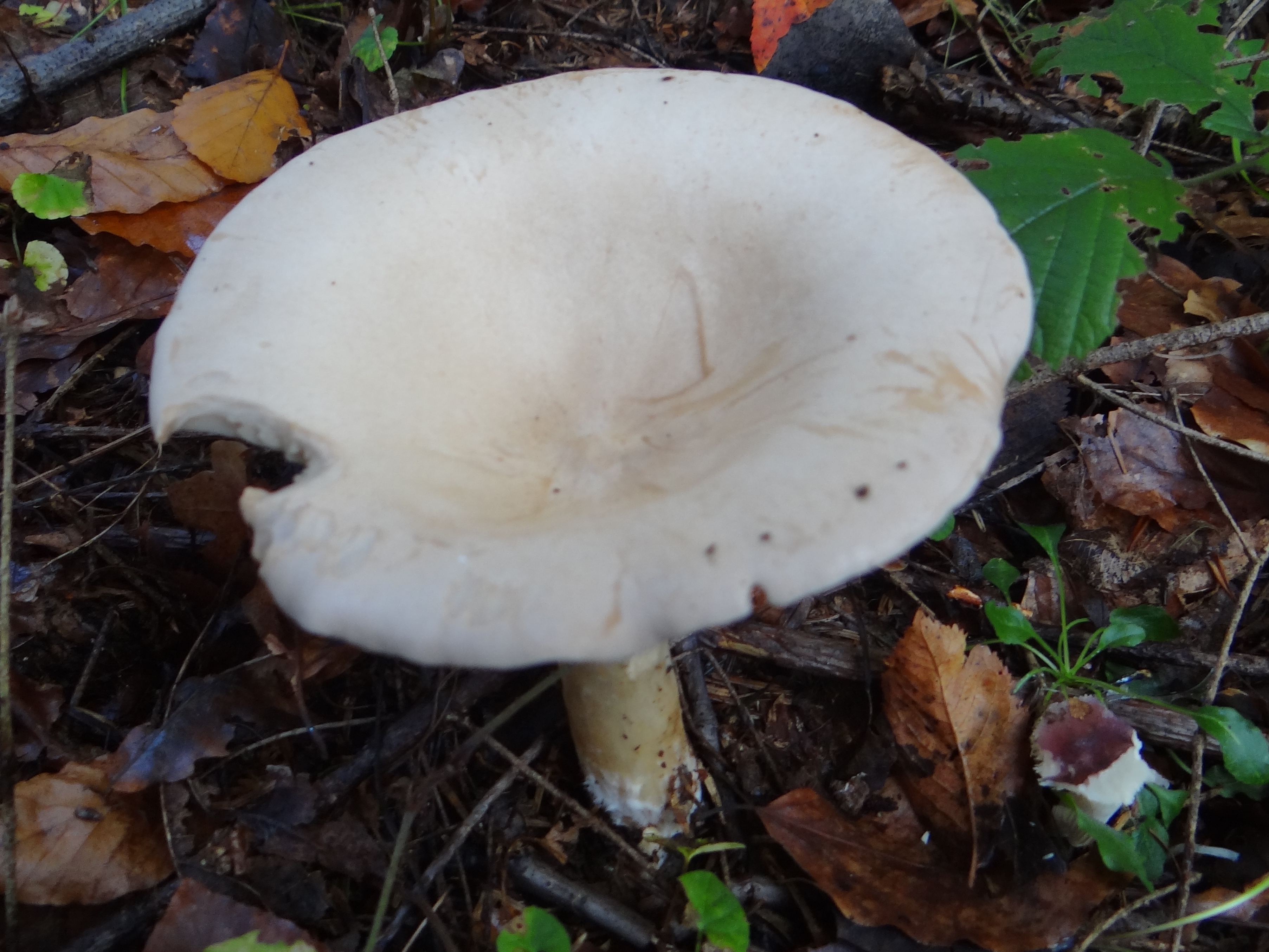
Clitocybe candicans
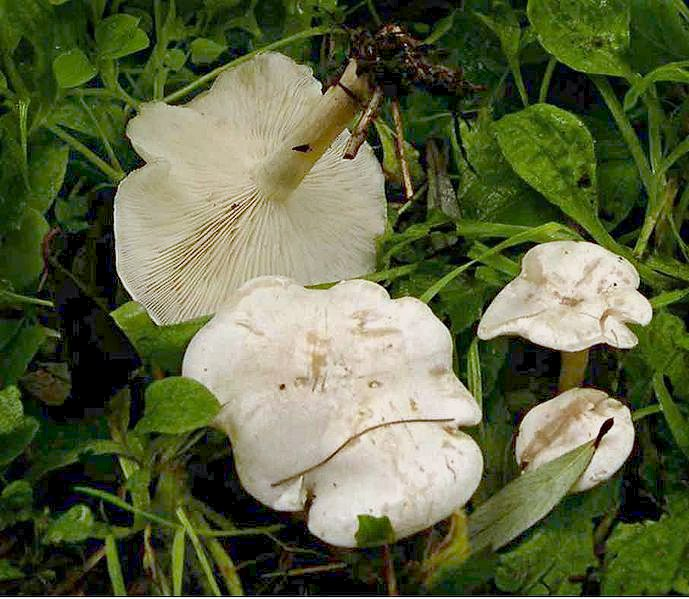
!!!Clitocybe dealbata!!!
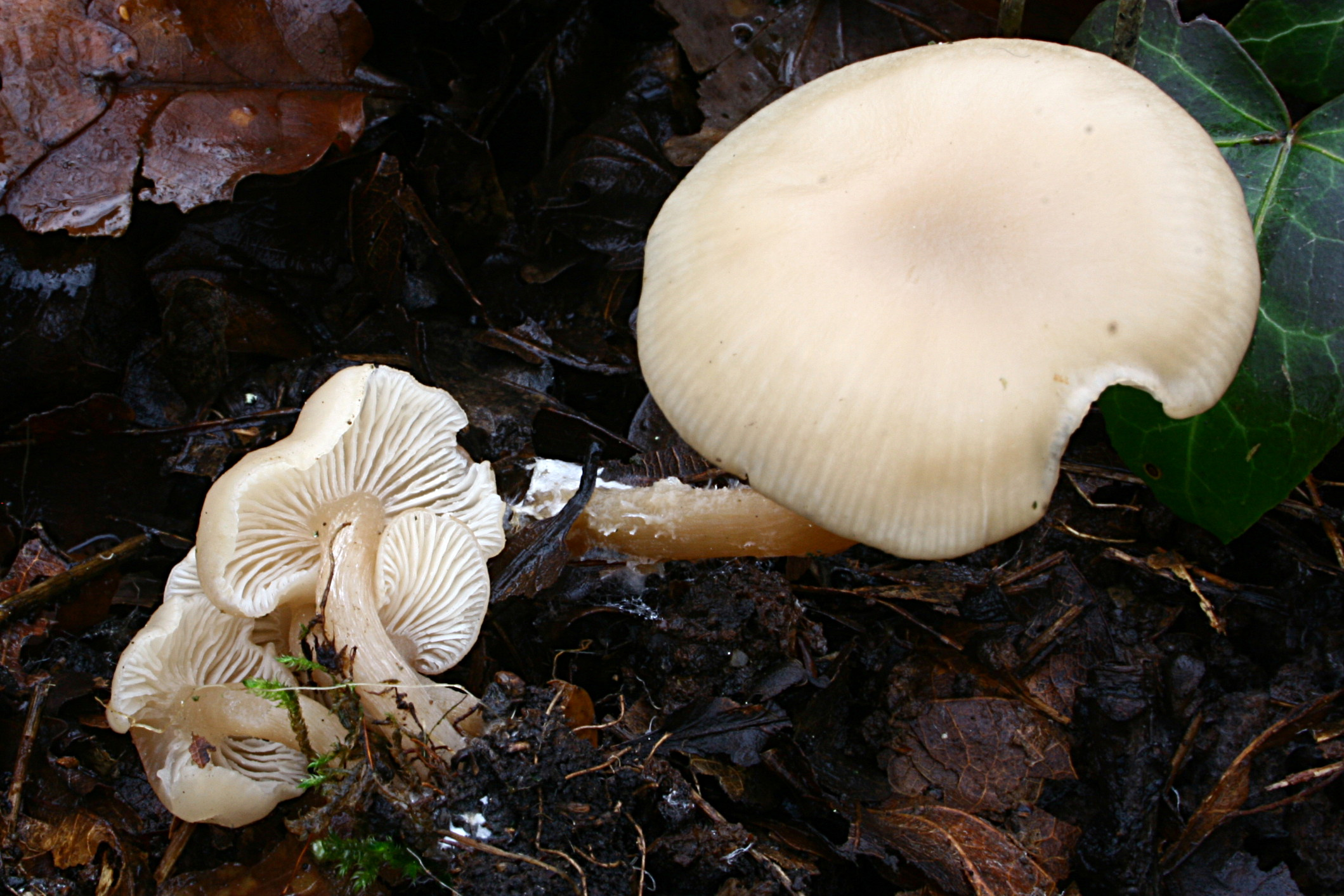
!!Clitocybe fragrans!!
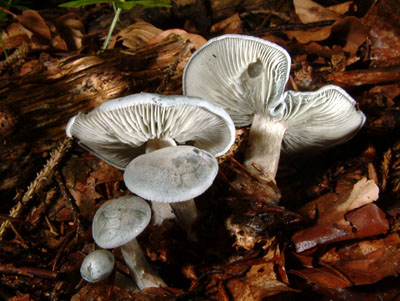
Clitocybe odora

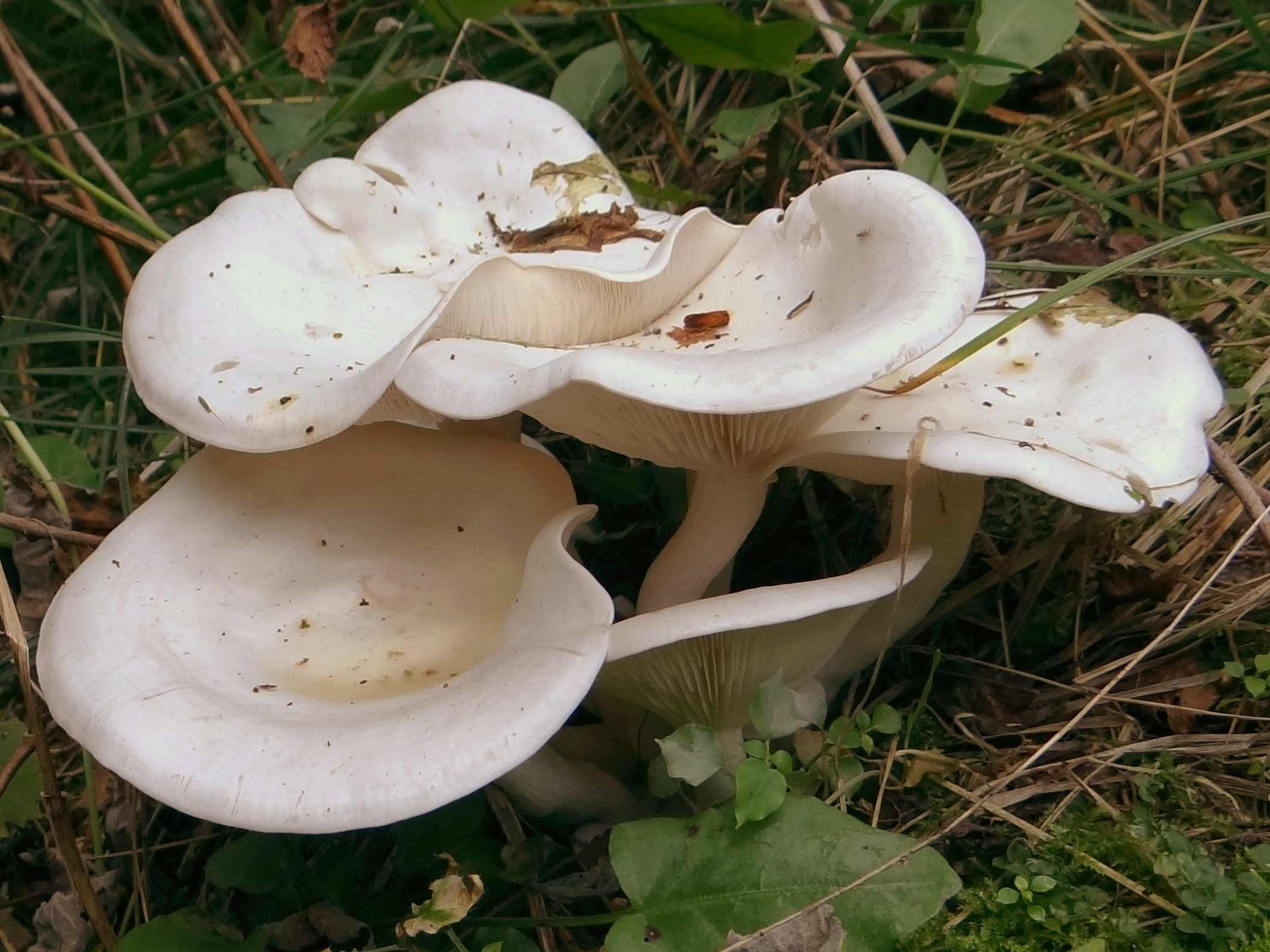
!!!Clitocybe phyllophila sin. cerussata!!!
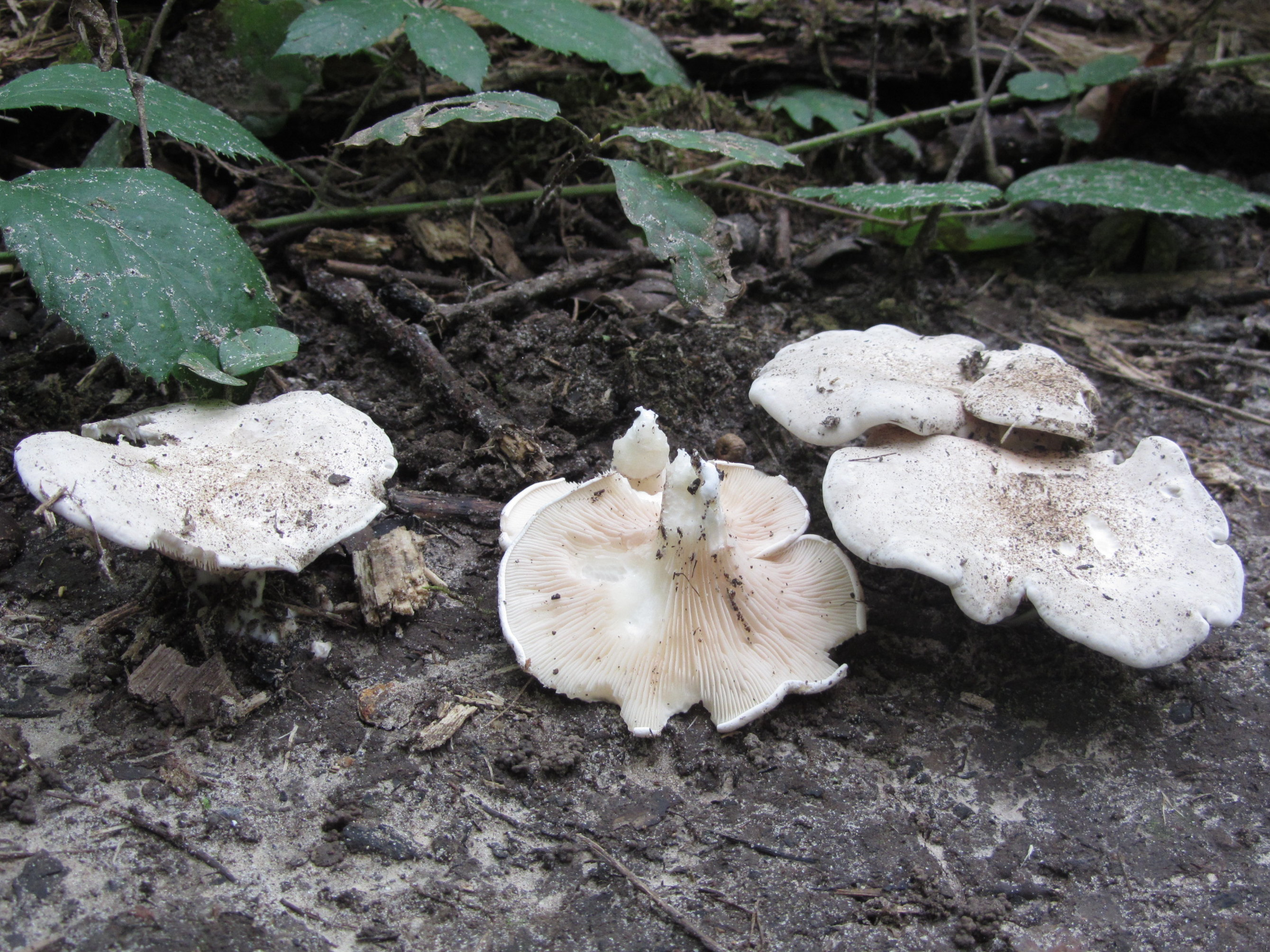
Clitopilus prunulus
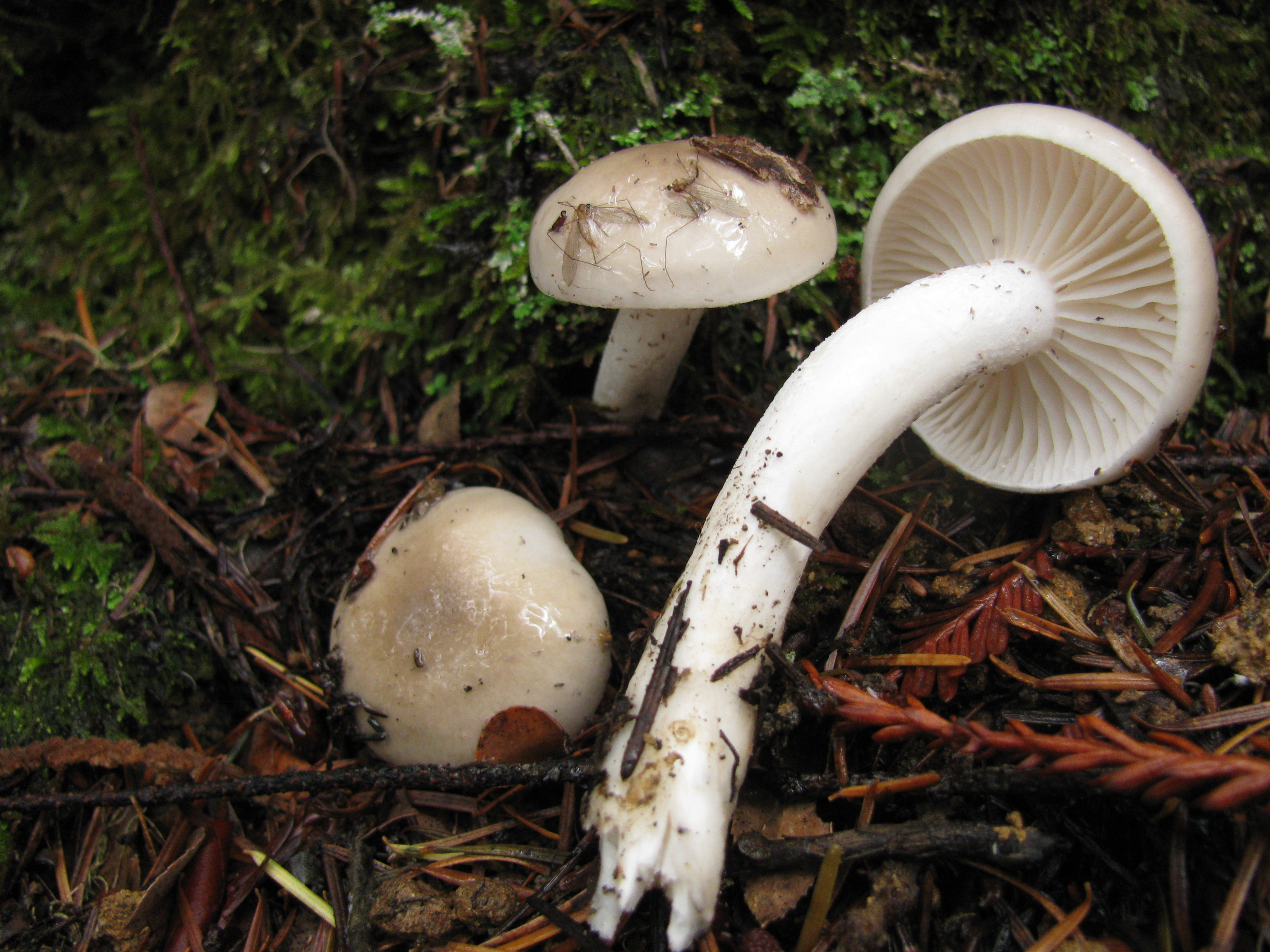
Hygrophorus agathosmus
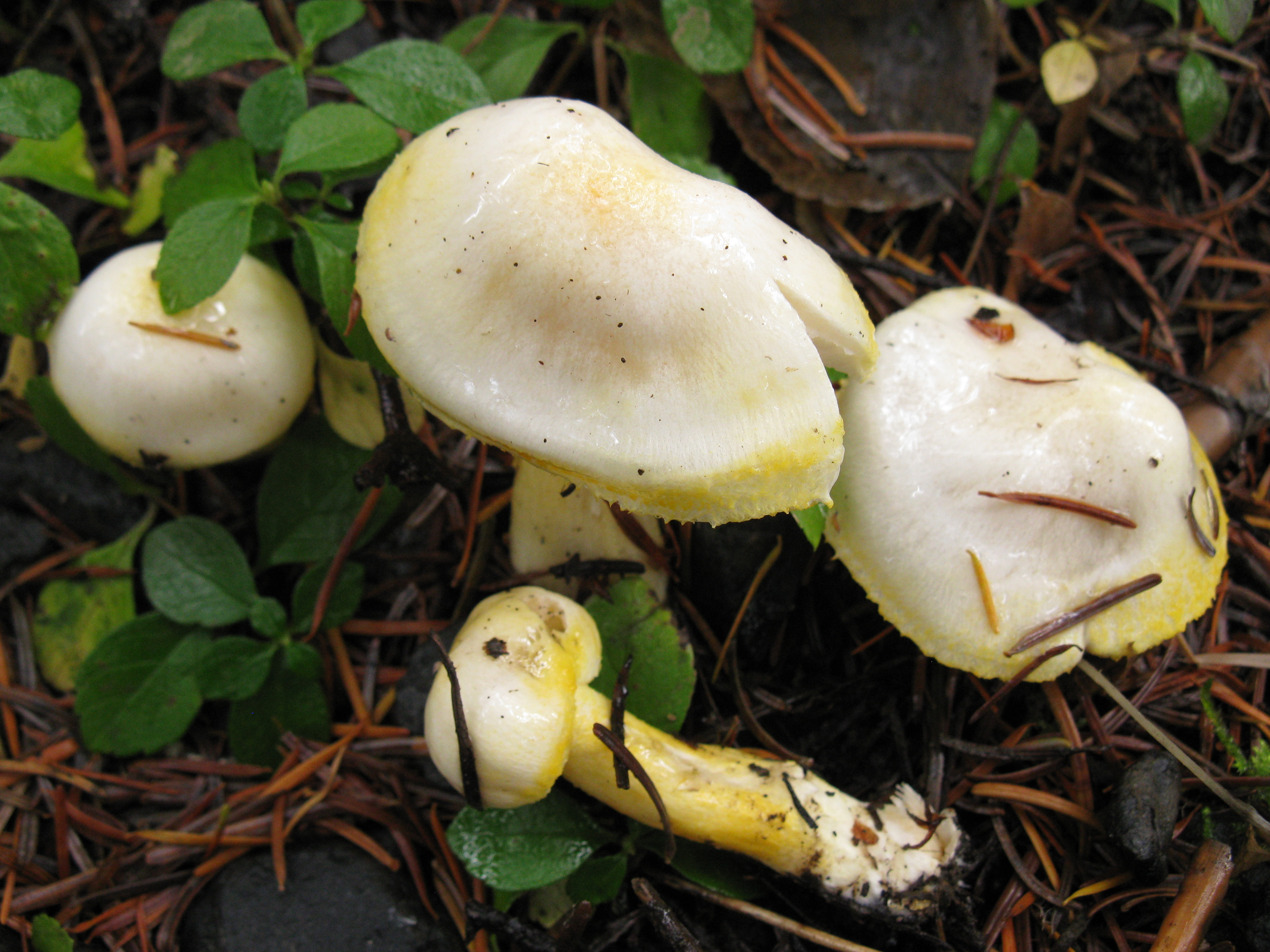
Hygrophorus chrysodon
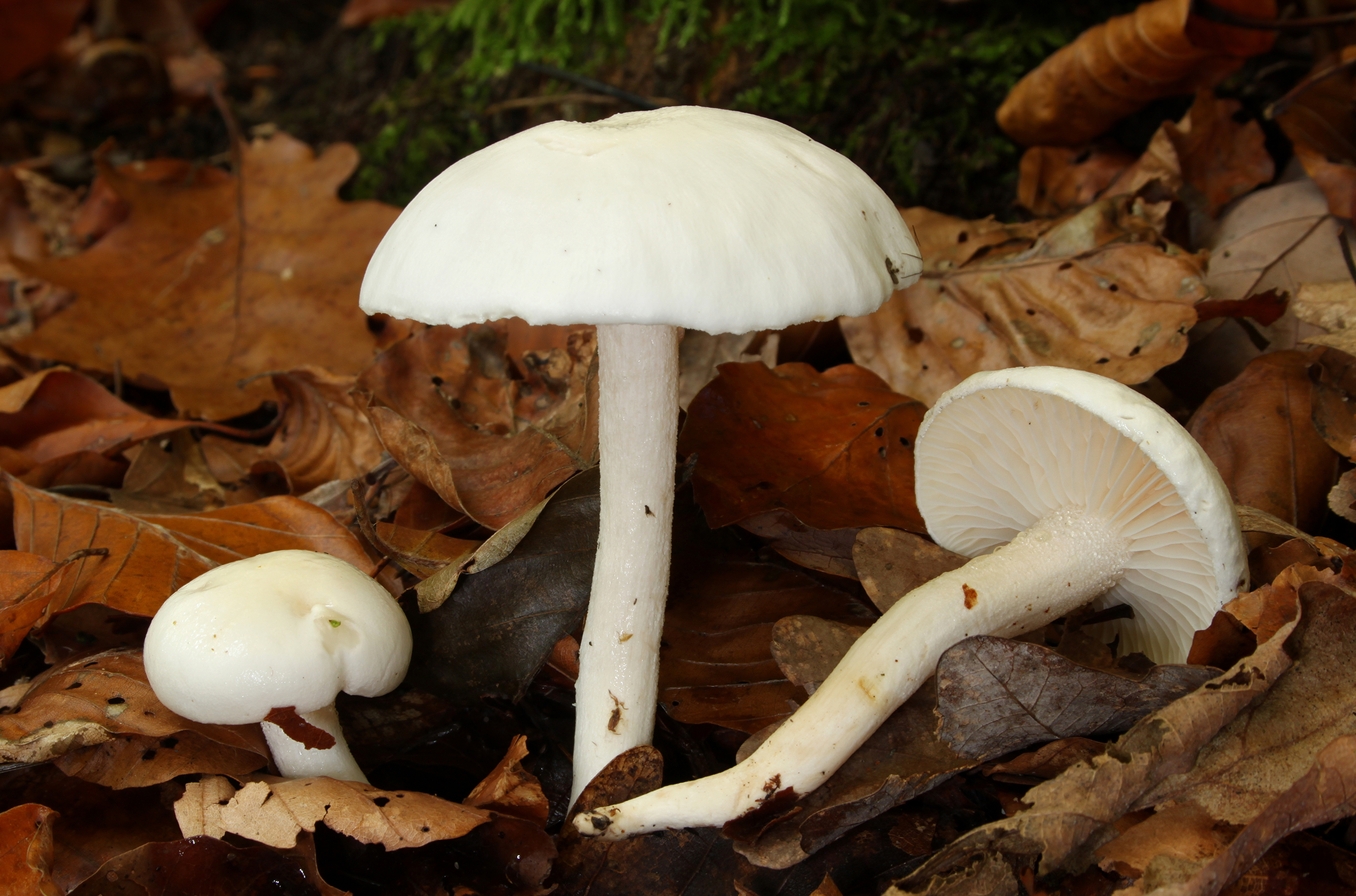
Hygrophorus karstenii sin. Hygrophorus eburneus
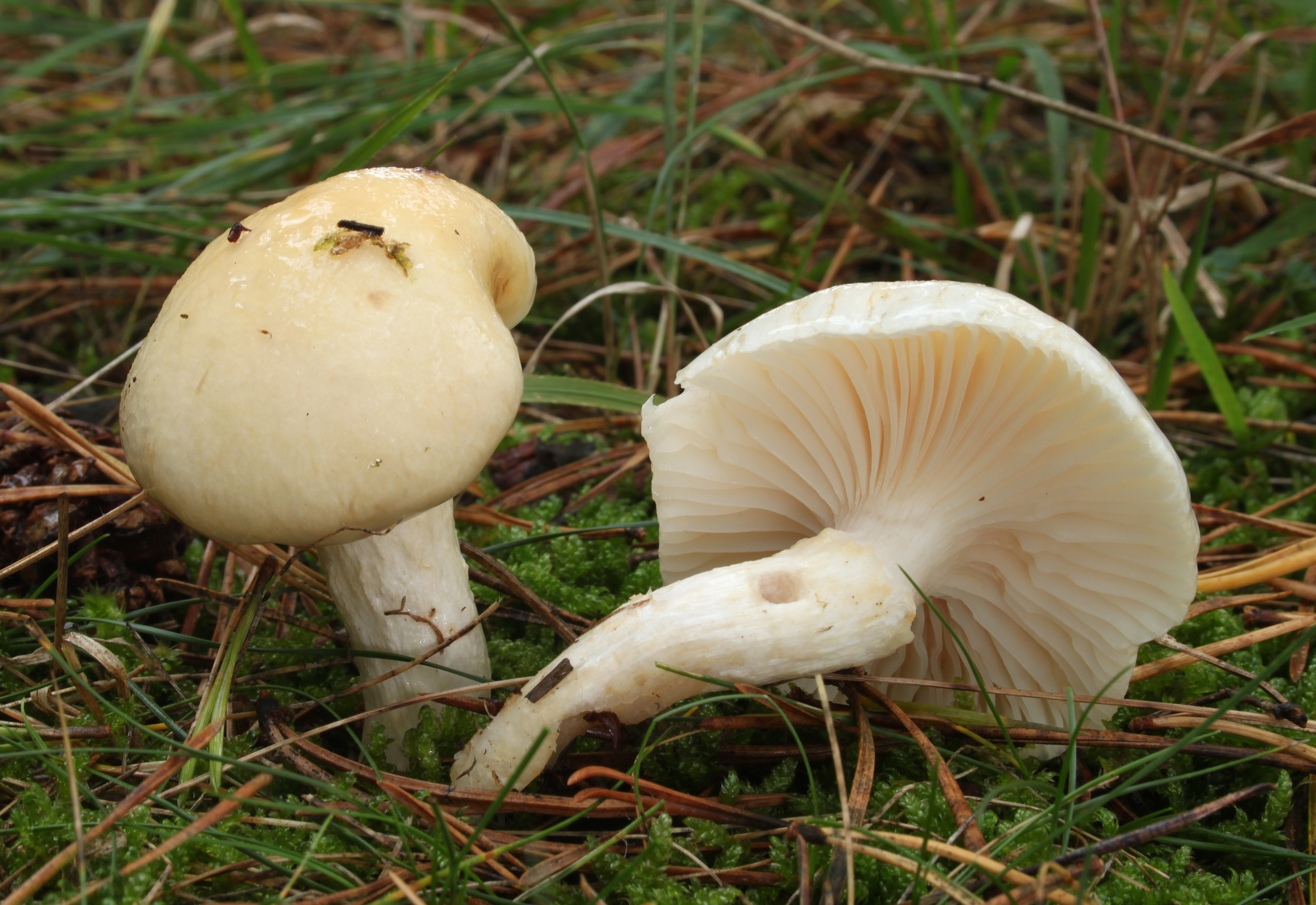
Hygrophorus ligatus

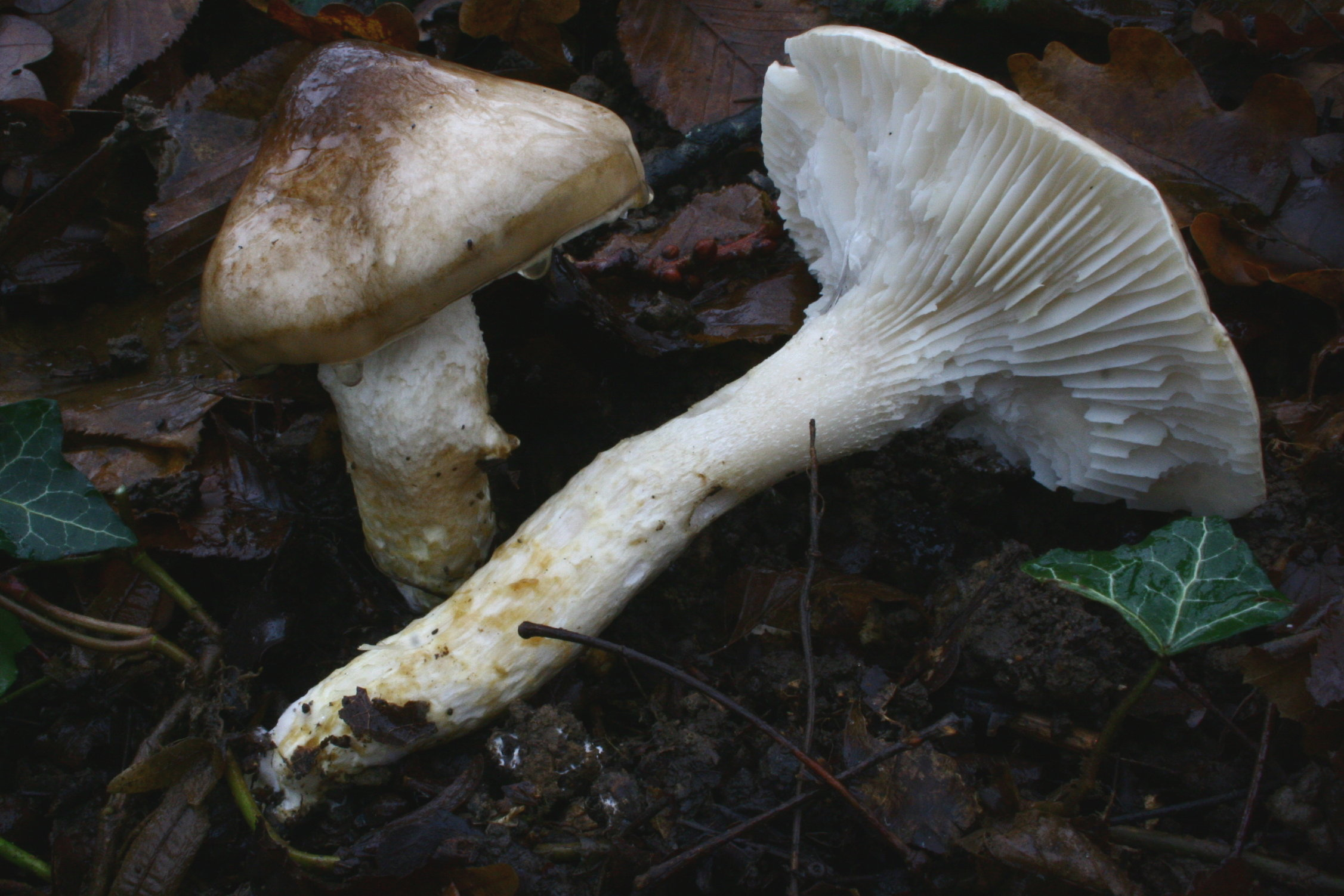
Hygrophorus persoonii
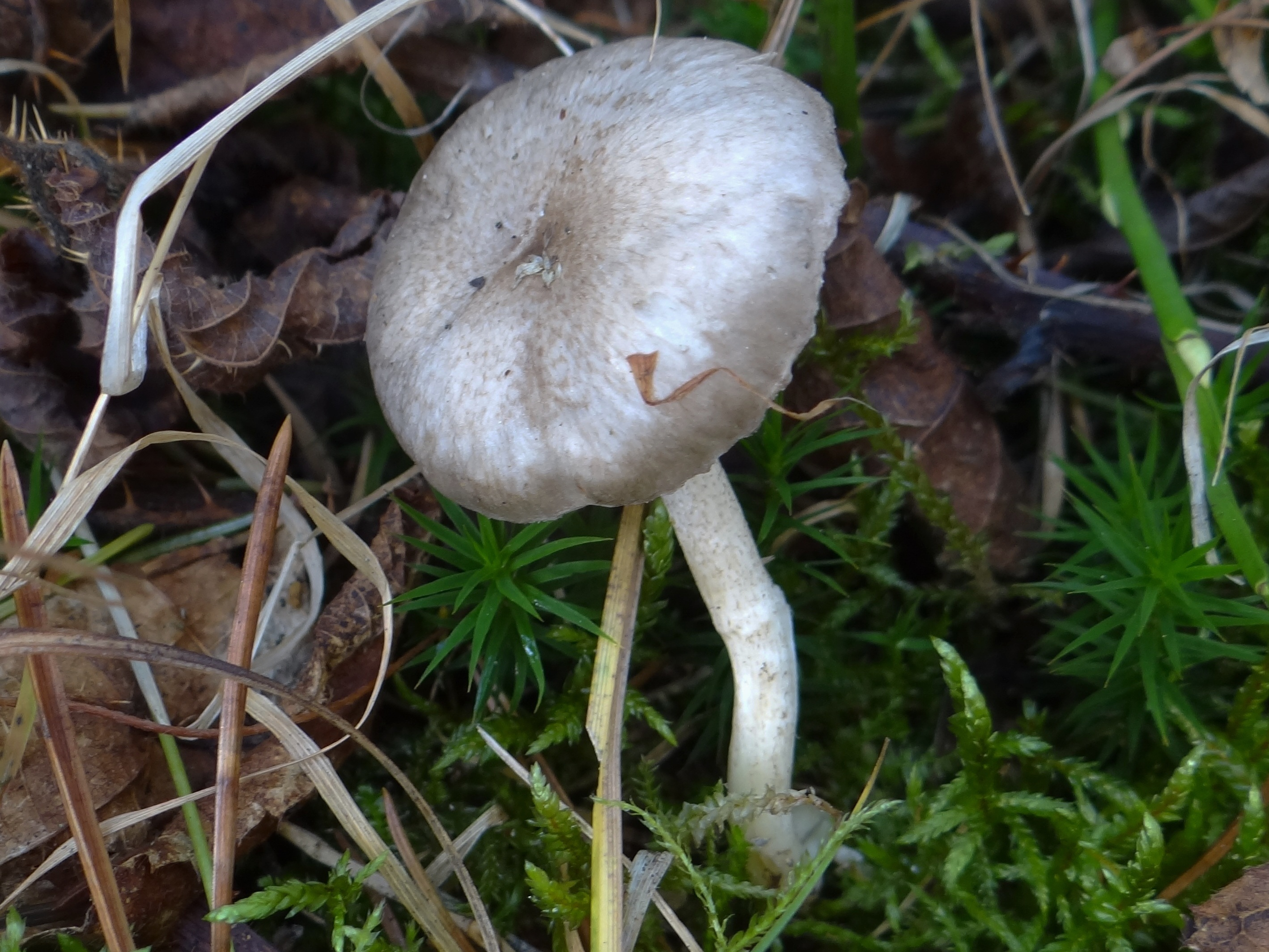
Hygrophorus pustulatus
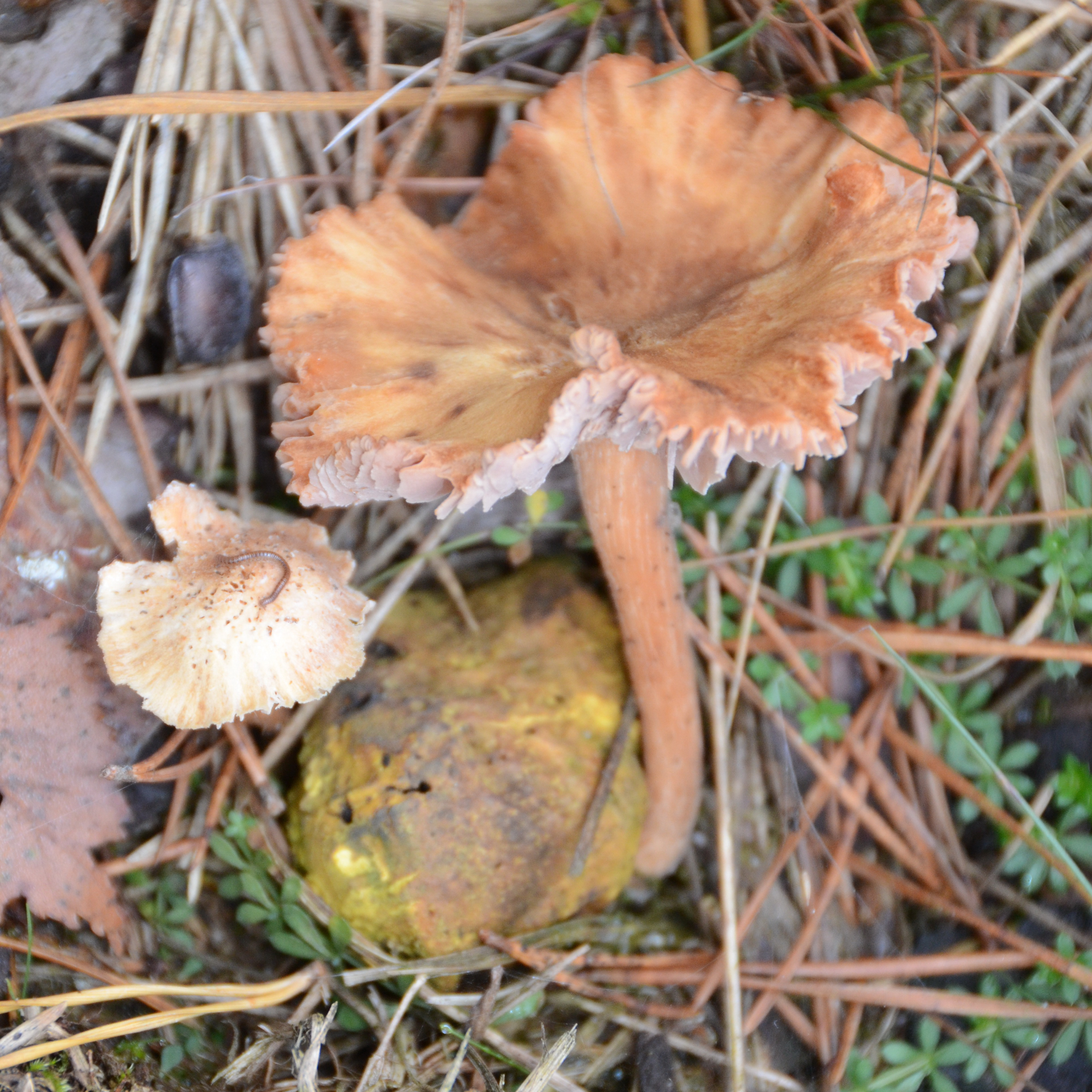
Laccaria laccata
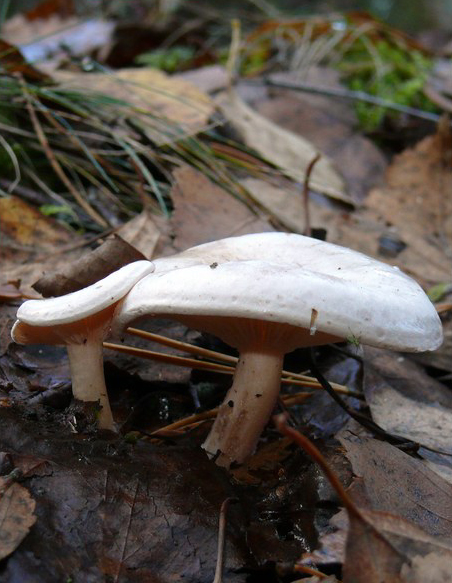
Leucocybe connata sin. Clitocybe connata, Lyophyllum connatum
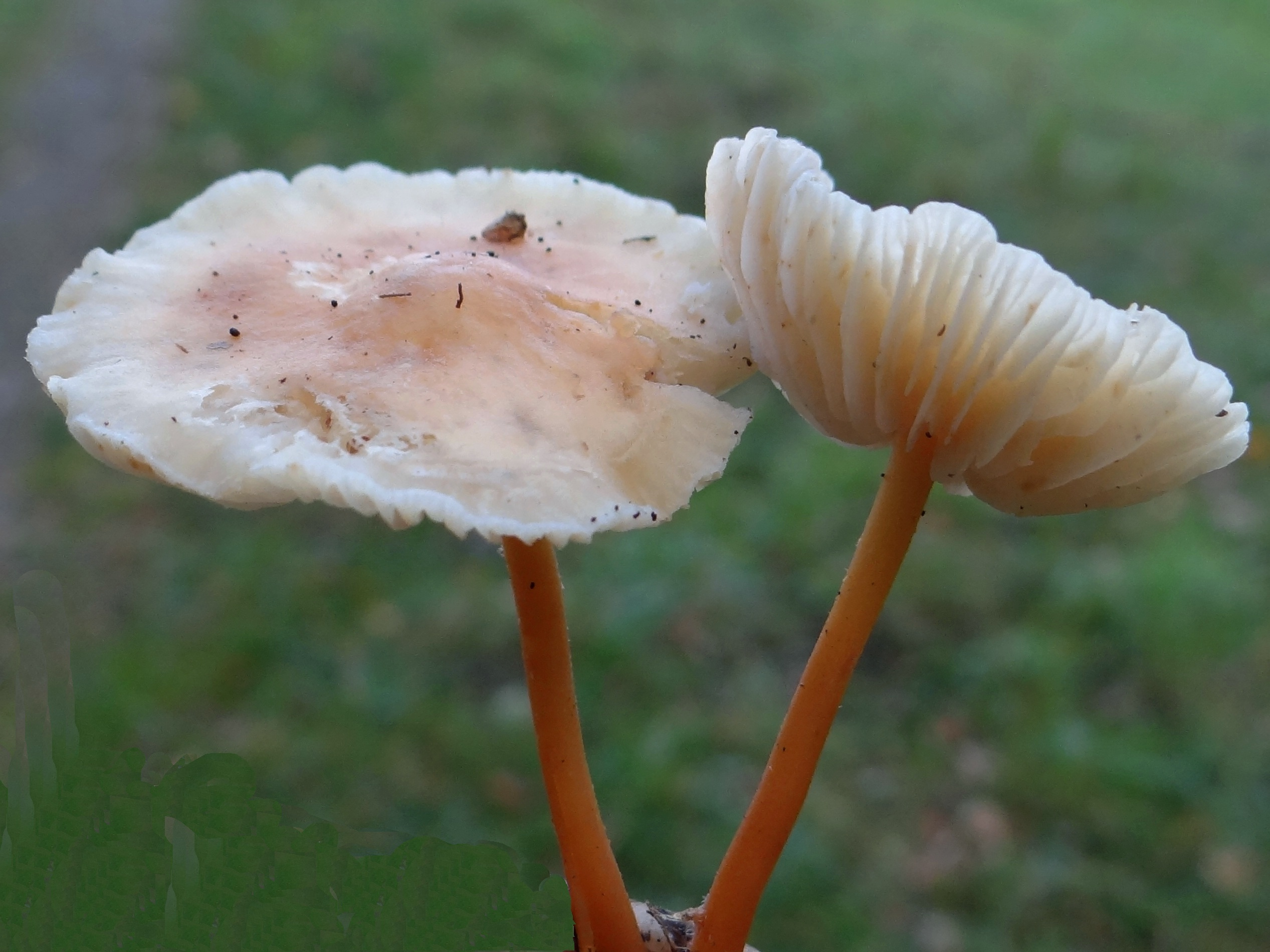
Marasmius oreades
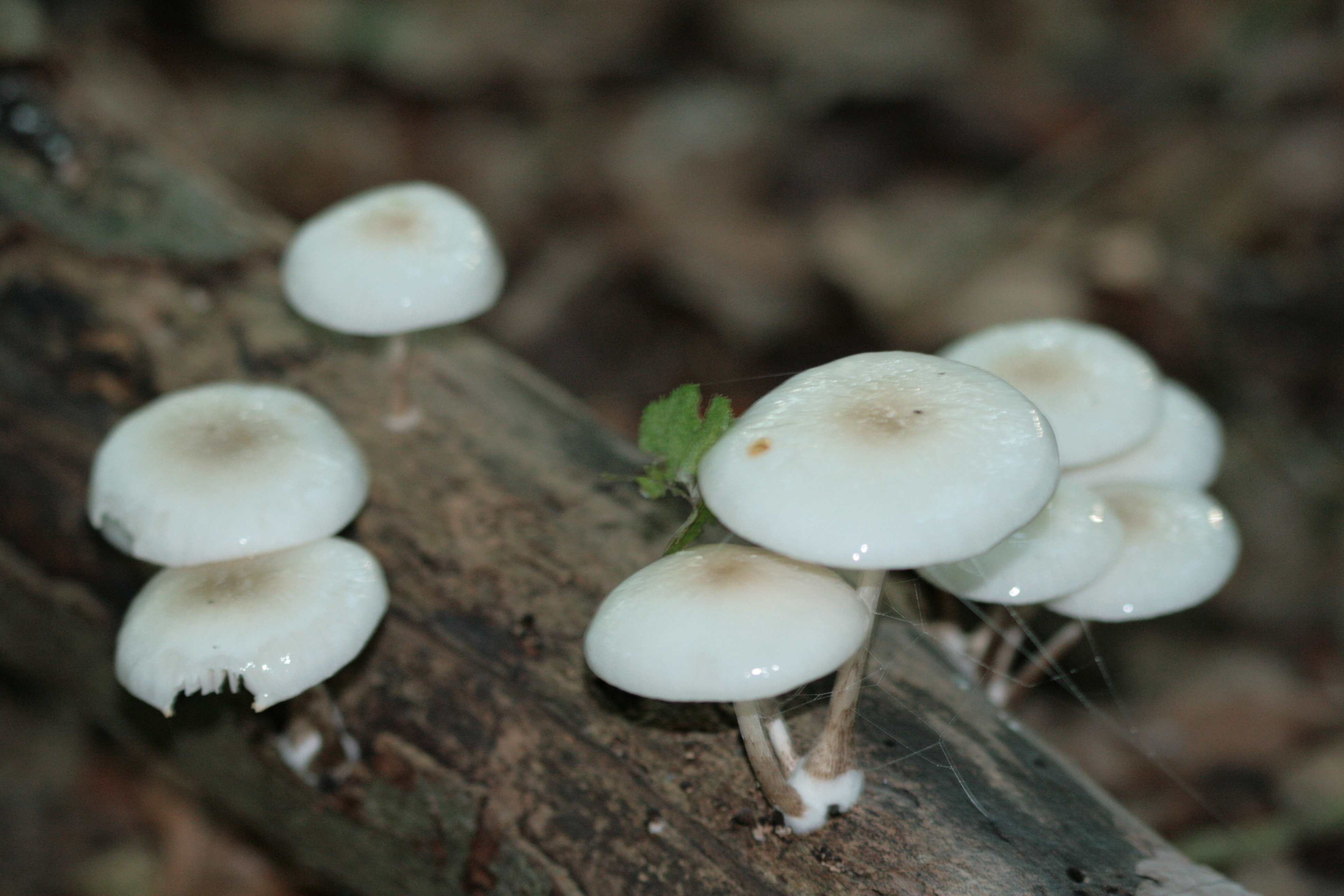
Oudemansiella mucida

## Toxicitate
Ciuperca este extrem de periculoasă, pentru că conține muscarină în mare cantități care duc nu rar la deces, această formă de intoxicație numindu-se Sindromul colinergic (sudoral). Simptomele, în termen de 15-30 de minute de la ingestie, sunt salivație, transpirație, și lăcrimații. Cu doze mai mari, acestea pot fi urmate de dureri abdominale, greață severă, diaree, vedere încețoșată și dificultăți de respirație. La o intoxicare mai slabă, semnele de intoxicație dispar după  2-3 ore. Moartea poate rezulta din insuficiența cardiacă sau respiratorie a pacientului în cazuri severe. Dacă există suspiciunea, că o persoană ar fi consumat o ciuperca cu muscarină, se indică administrarea cu cărbune medical de 0,5-1g / kg care poate să întârzie aportul de otravă. Din cauza posibilității de complicații grave care pot implica plămânii și inima, fiecare caz trebuie monitorizat clinic cu control ECG până când toate simptomele au dispărut. Ca antidot este utilizat atropină (adulti: 1–2 mg/kg; copii 0,02 mg/kg).
Ciupercile mici albe sunt aproape întotdeauna periculoase! Începători ar trebui să evite mereu ciupercile albe de astfel de măsură!